# Târnăveni
Târnăveni je rumunské město v župě Mureș.  Žije zde přibližně 21 tisíc obyvatel. Administrativní součástí města jsou i tři okolní vesnice.

## Části
- Târnăveni – 18 945[2] obyvatel
- Bobohalma – 871 obyvatel
- Botorca – 282 obyvatel
- Cuștelnic – 506 obyvatel